# Dundgov
Dundgov (mongolsk: Дундгови, tr. Dundgovi) er en af Mongoliets 21 provinser. Hovedstaden i provinsen hedder Mandalgov.